# Dentiraja lemprieri
Dentiraja lemprieri (лат.) — единственный вид одноимённого рода хрящевых рыб семейства ромбовых скатов отряда скатообразных. Обитают в умеренных водах восточной части Индийского и юго-западной части Тихого океана между 35° ю. ш. и 45° ю. ш. Встречаются на глубине до 170 м. Их крупные, уплощённые грудные плавники образуют диск в виде ромба со заострённым рылом. Максимальная зарегистрированная длина 52 см. Откладывают яйца. Не являются объектом целевого промысла.

## Таксономия
Впервые вид был научно описан в 1945 году как Raja lemprieri. Название рода происходит от лат. dentis — «зуб» и лат. raja — «хвостокол». Вид назван в честь заместителя главного интенданта  Ф. Ж. Лемприера, оказавшего содействие экспедиции, в ходе которой был получен материал для исследований.

## Ареал
Эти демерсальные скаты являются эндемиками прибрежных вод Австралии (Южная Австралия, Тасмания, Виктория). Встречаются на континентальном шельфе на глубине до 170 м, обычно не глубже 40 м. Предпочитают мягкий грунт.

## Описание
Широкие и плоские грудные плавники этих скатов образуют ромбический диск с округлым рылом и закруглёнными краями. На вентральной стороне диска расположены 5 жаберных щелей, ноздри и рот. На длинном хвосте имеются латеральные складки. У этих скатов 2 редуцированных спинных плавника, хвостовой плавник отсутствует.  Дорсальная поверхность диска серо-коричневого цвета, покрыта многочисленными крапинками более тёмного оттенка, образующими пёстрый узор. Максимальная зарегистрированная длина 52 см.

## Биология
Подобно прочим ромбовым эти скаты откладывают яйца, заключённые в жёсткую роговую капсулу с выступами на концах. Длина капсулы 4,4—6,3 см, а ширина 3,2—3,8 см. Эмбрионы питаются исключительно желтком. Рацион состоит в основном из донных рыб и ракообразных.

## Взаимодействие с человеком
Эти скаты не являются объектом целевого промысла. Потенциально могут попадаться в качестве прилова, пойманных рыб обычно выбрасывают за борт. Международный союз охраны природы оценил охранный статуса вида как «Вызывающий наименьшие опасения».